# Tolpuddle
Tolpuddle (/ˈtɒlpʌdəl/) ist ein Dorf in Dorset, England, gelegen am  Fluss Piddle, woher sich sein Name ableitet. Es liegt 13 km östlich von Dorchester und 19 km westlich von Poole.
Die Zahl der Einwohner betrug 2013 etwa 420.
Das Dorf ist bekannt als Heimat der Tolpuddle Martyrs, sechs Männer, die 1833 zur Verbannung  nach Australien in ein Straflager verurteilt wurden, nachdem sie einen Freundschaftsverein gegründet hatten. Eine Reihe von Cottages, in denen damals Landarbeiter wohnten und jetzt  ein Museum untergebracht ist, sowie eine Reihe von sitzenden Statuen erinnern an die Männer. Das jährliche Tolpuddle Martyrs Festival findet am dritten Juliwochenende im Dorf statt. Eine uralte Platane auf dem Dorfanger, der so genannte Märtyrerbaum, soll der Ort sein, an dem die Märtyrer ihren Eid geschworen haben. Der Baum wird vom National Trust betreut.
Das Martyrs Inn Pub gehört zum nahegelegenen  Athelhampton Hall, einem Gebäude aus der Tudor-Zeit, das etwa 1,6 km westlich gelegen ist.
Die St. John the Evangelist's Parish Church stammt aus dem 13. Jahrhundert.
1999 wurde die Fernstraße A35 durch Süd-Dorset verlegt, um Tolpuddle und das nahe gelegene Puddletown zu umgehen.

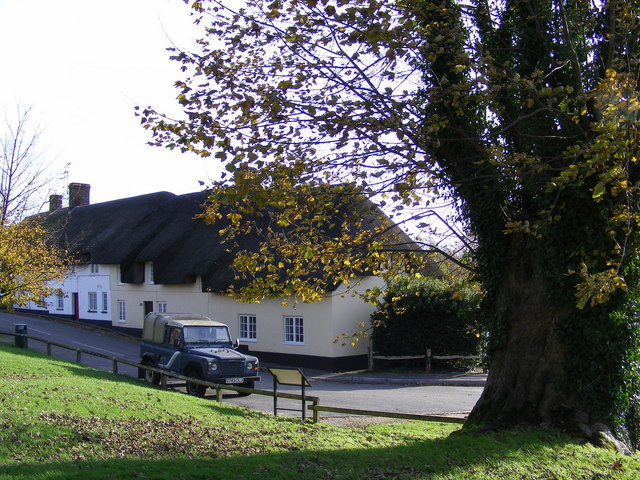
Der Anger in Tolpuddle. Es wird angenommen, dass die sechs Tolpuddle-Märtyrer unter dieser Platane sitzend beschlossen, eine Gewerkschaft zu gründen